# Echinocereus
Echinocereus Engelm., 1848 è un genere di piante succulente appartenente alla famiglia delle Cactacee, originario degli Stati Uniti d'America e del Messico. II genere vive in luoghi soleggiati e rocciosi.
Il suo nome deriva dal greco echìnos, cioè riccio, in riferimento a fusti e frutti molto spinosi e cereus cioè candela per il portamento dei suoi fusti.

## Descrizione
Gli Echinocereus hanno fusti cilindrici che si ergono a colonna, strisciano sul terreno o pendono dalle rocce; hanno numerose costolature e areole con poche o molte spine. I fiori nascono sopra le areole attraverso la lacerazione dell'epidermide. Questa morfologia è una sinapomorfia di questo genere. I frutti sono commestibili ma spesso spinosi. Sono prevalentemente succosi e aperti lungo una fessura longitudinale. Eccetto alcune specie solitarie, molte altre, si sviluppano a gruppi, formando dei piccoli cespi con diametri fino a due metri.

## Tassonomia
Il genere comprende le seguenti specie:
- Echinocereus acifer (Otto ex Salm-Dyck) Haage
- Echinocereus adustus Engelm.
- Echinocereus apachensis W.Blum & Rutow
- Echinocereus arizonicus Rose ex Orcutt
- Echinocereus bakeri W.Blum, Oldach & J.Oldach
- Echinocereus barthelowanus Britton & Rose
- Echinocereus berlandieri (Engelm.) J.N.Haage
- Echinocereus bonkerae Thornber & Bonker
- Echinocereus brandegeei (J.M.Coult.) Schelle
- Echinocereus bristolii W.T.Marshall
- Echinocereus canus D.Felix & H.Bauer
- Echinocereus chisoensis W.T.Marshall
- Echinocereus cinerascens (DC.) Lem.
- Echinocereus coccineus Engelm.
- Echinocereus dasyacanthus Engelm.
- Echinocereus engelmannii (Parry ex Engelm.) Lem.
- Echinocereus enneacanthus Engelm.
- Echinocereus fasciculatus (Engelm. ex B.D.Jacks.) L.D.Benson
- Echinocereus felixianus H.Bauer
- Echinocereus fendleri (Engelm.) Rümpler
- Echinocereus ferreirianus H.E.Gates
- Echinocereus freudenbergeri G.Frank
- Echinocereus grandis Britton & Rose
- Echinocereus gurneyi (L.D.Benson) W.Blum, Oldach & J.Oldach
- Echinocereus knippelianus Liebner
- Echinocereus kroenleinii (Mich.Lange) W.Blum & Waldeis
- Echinocereus × kunzei Gürke
- Echinocereus laui G.Frank
- Echinocereus ledingii Peebles
- Echinocereus leucanthus N.P.Taylor
- Echinocereus longisetus (Engelm.) Lem.
- Echinocereus mapimiensis E.F.Anderson, W.C.Hodg. & P.Quirk
- Echinocereus maritimus (M.E.Jones) K.Schum.
- Echinocereus × neomexicanus Standl.
- Echinocereus nicholii (L.D.Benson) B.D.Parfitt
- Echinocereus nivosus Glass & R.A.Foster
- Echinocereus occidentalis (N.P.Taylor) W.Rischer, S.Breckw. & Breckw.
- Echinocereus ortegae Rose
- Echinocereus pacificus (Engelm.) Britton & Rose
- Echinocereus palmeri Britton & Rose
- Echinocereus pamanesiorum A.B.Lau
- Echinocereus papillosus Linke ex C.F.Först. & Rümpler
- Echinocereus parkeri N.P.Taylor
- Echinocereus pectinatus (Scheidw.) Engelm.
- Echinocereus pentalophus (DC.) Lem.
- Echinocereus polyacanthus Engelm.
- Echinocereus poselgeri Lem.
- Echinocereus primolanatus Fritz Schwarz ex N.P.Taylor
- Echinocereus pseudopectinatus (N.P.Taylor) N.P.Taylor
- Echinocereus pulchellus (Mart.) K.Schum.
- Echinocereus rayonesensis N.P.Taylor
- Echinocereus reichenbachii (Terscheck) J.N.Haage
- Echinocereus relictus Wellard
- Echinocereus rigidissimus (Engelm.) F.Haage
- Echinocereus × roetteri (Engelm.) Engelm. ex Rümpler
- Echinocereus russanthus D.Weniger
- Echinocereus salm-dyckianus Scheer
- Echinocereus santaritensis W.Blum & Rutow
- Echinocereus scheeri (Salm-Dyck) Scheer
- Echinocereus schereri G.Frank
- Echinocereus schmollii (Weing.) N.P.Taylor
- Echinocereus sciurus (K.Brandegee) Britton & Rose
- Echinocereus scopulorum Britton & Rose
- Echinocereus spinigemmatus A.B.Lau
- Echinocereus stolonifer W.T.Marshall
- Echinocereus stramineus (Engelm.) F.Seitz
- Echinocereus subinermis Salm-Dyck ex Scheer
- Echinocereus triglochidiatus Engelm.
- Echinocereus viereckii Werderm.
- Echinocereus viridiflorus Engelm.
- Echinocereus websterianus G.E.Linds.
- Echinocereus weinbergii Weing.
- Echinocereus yavapaiensis M.A.Baker

### Alcune specie

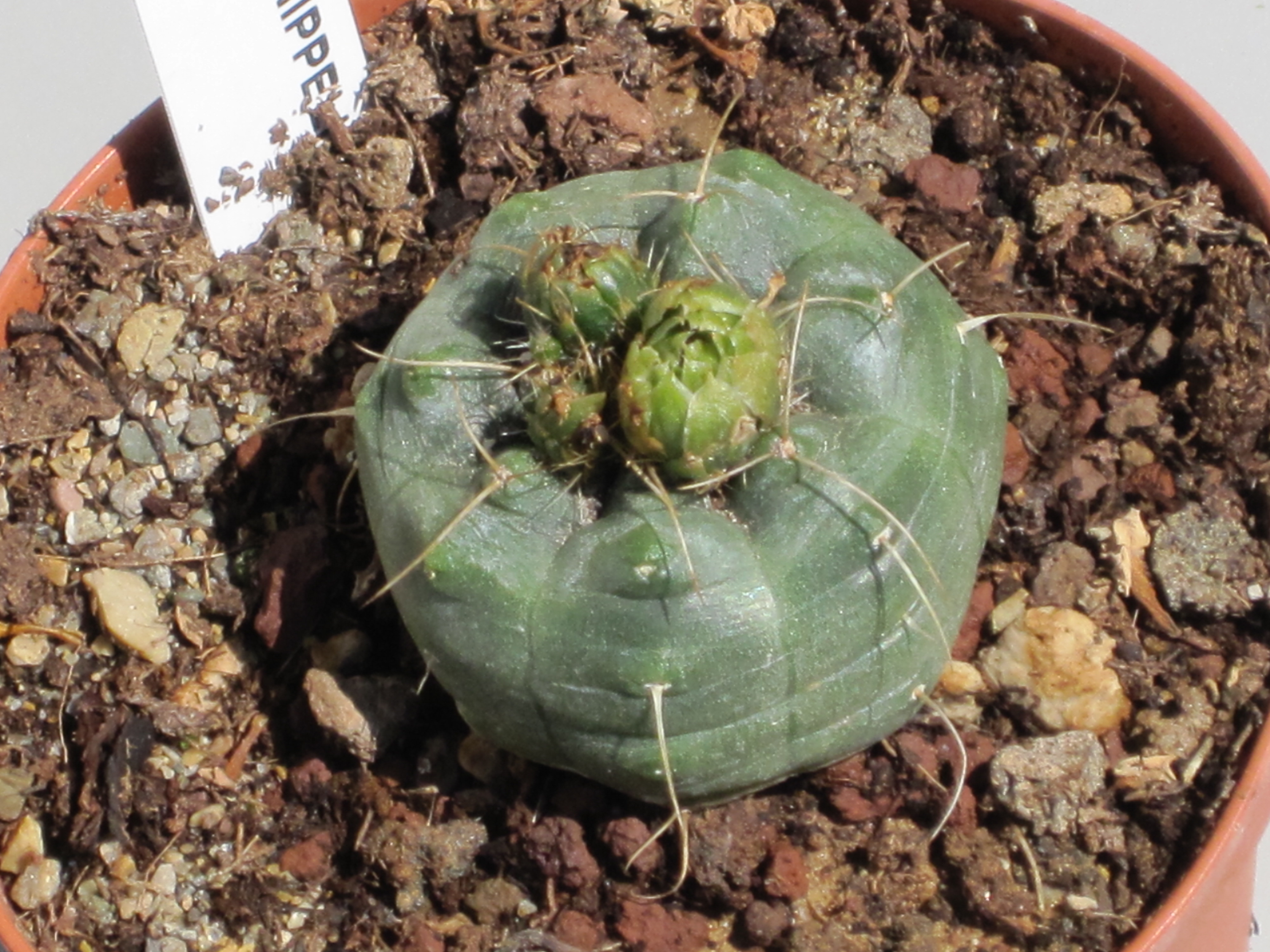
Echinocereus knippelianus
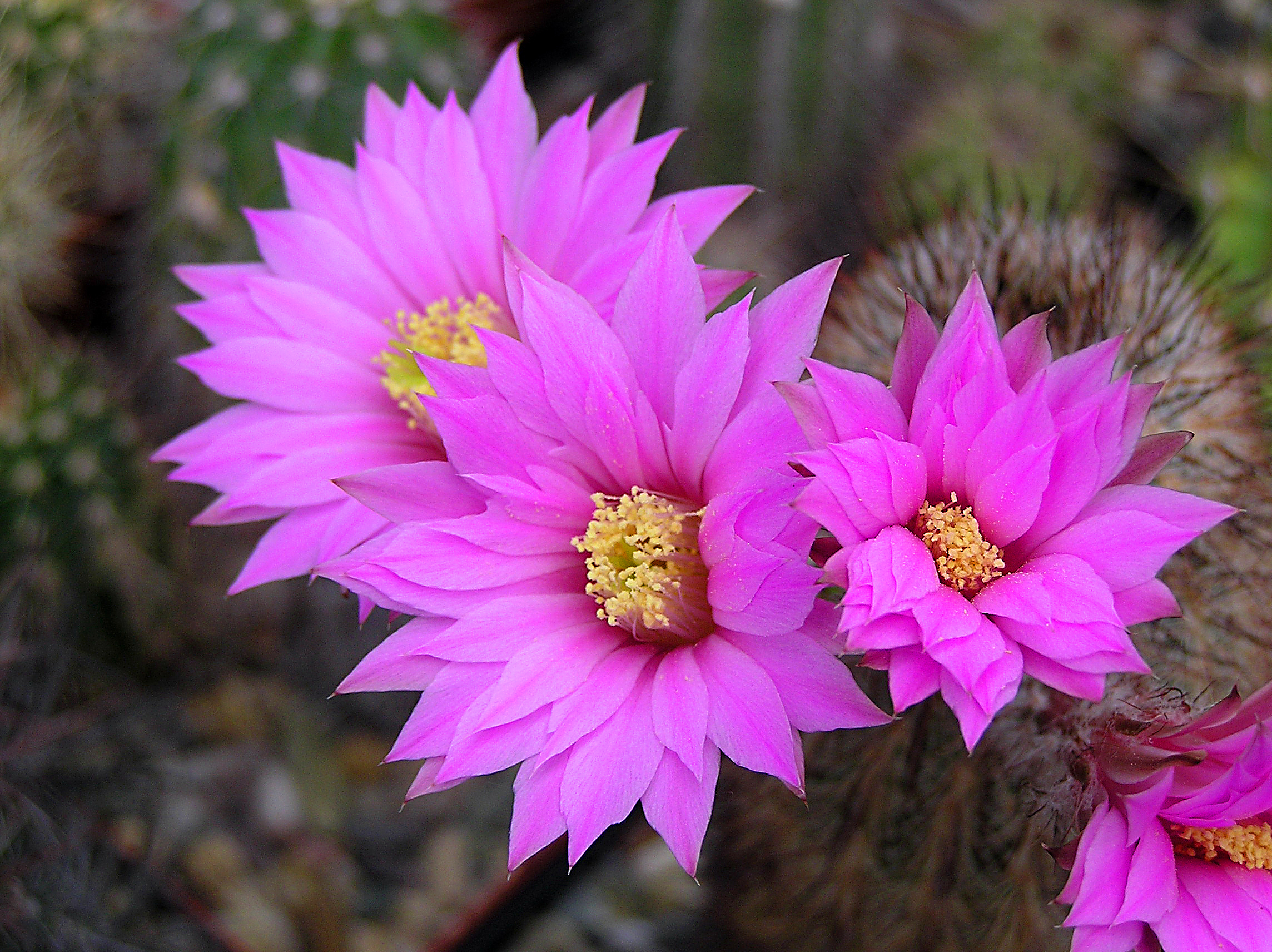
Echinecereus laui
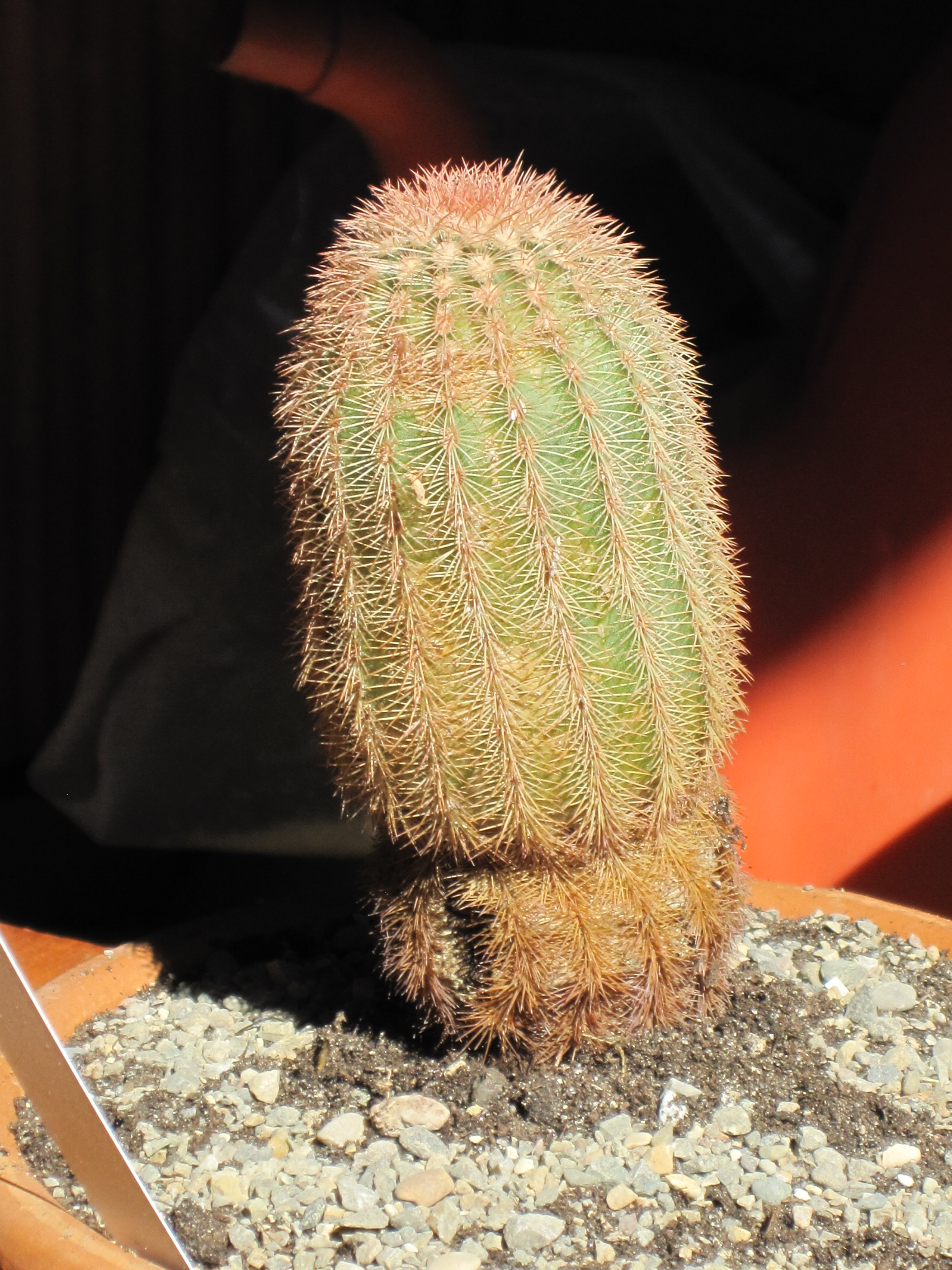
Echinocereus pectinatus
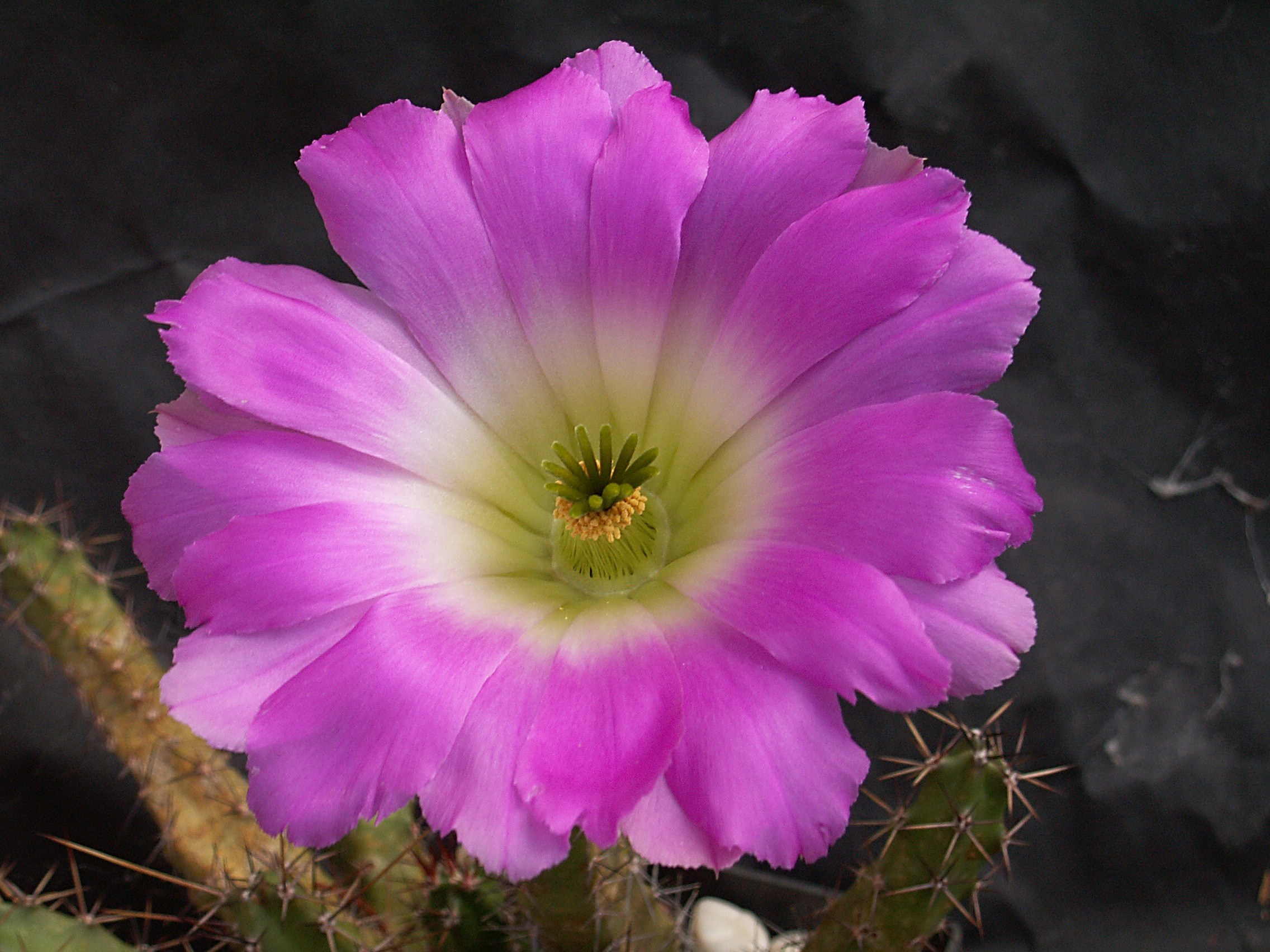
Echinocereus pentalophus
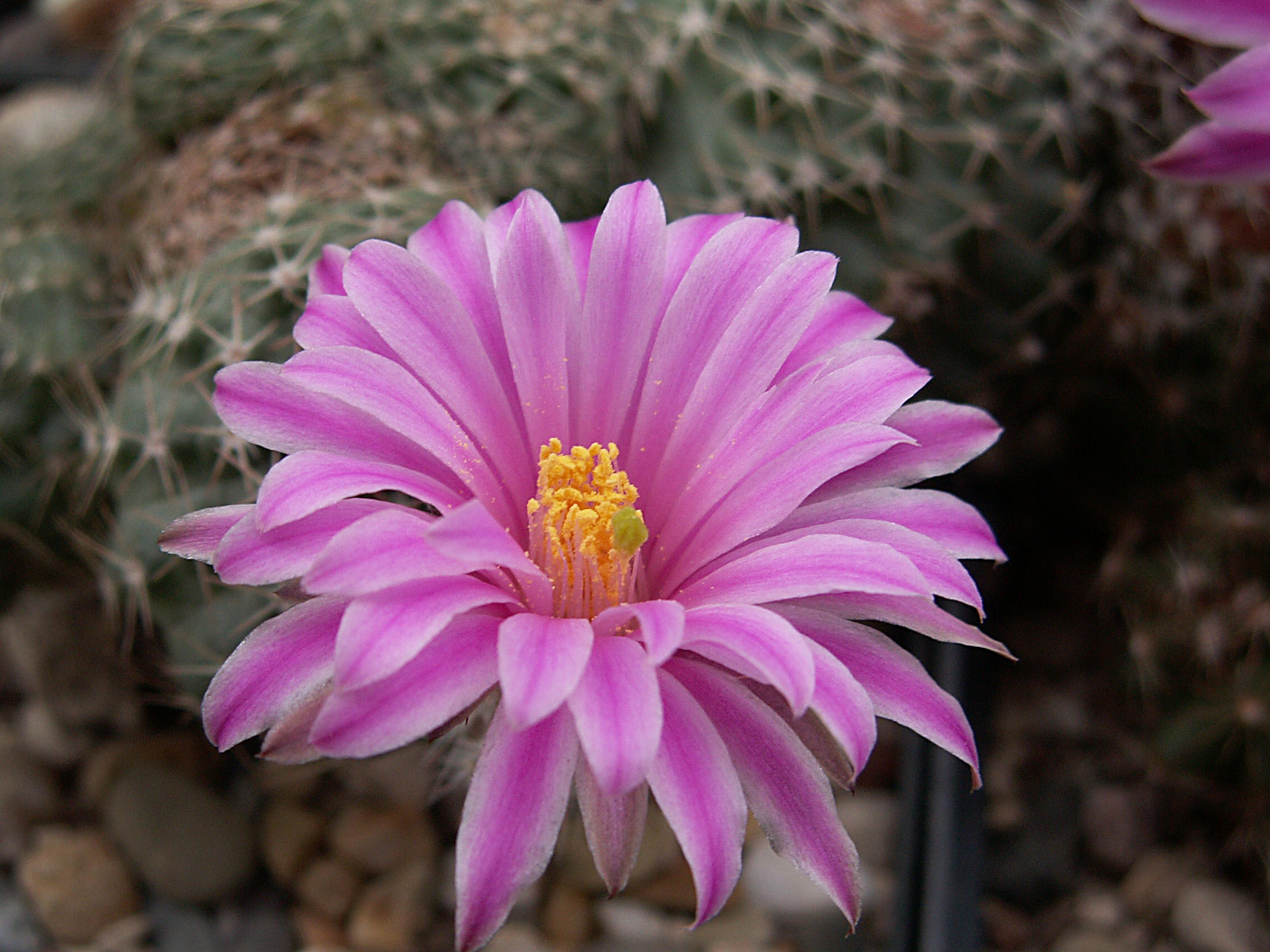
Echinocereus pulchellus
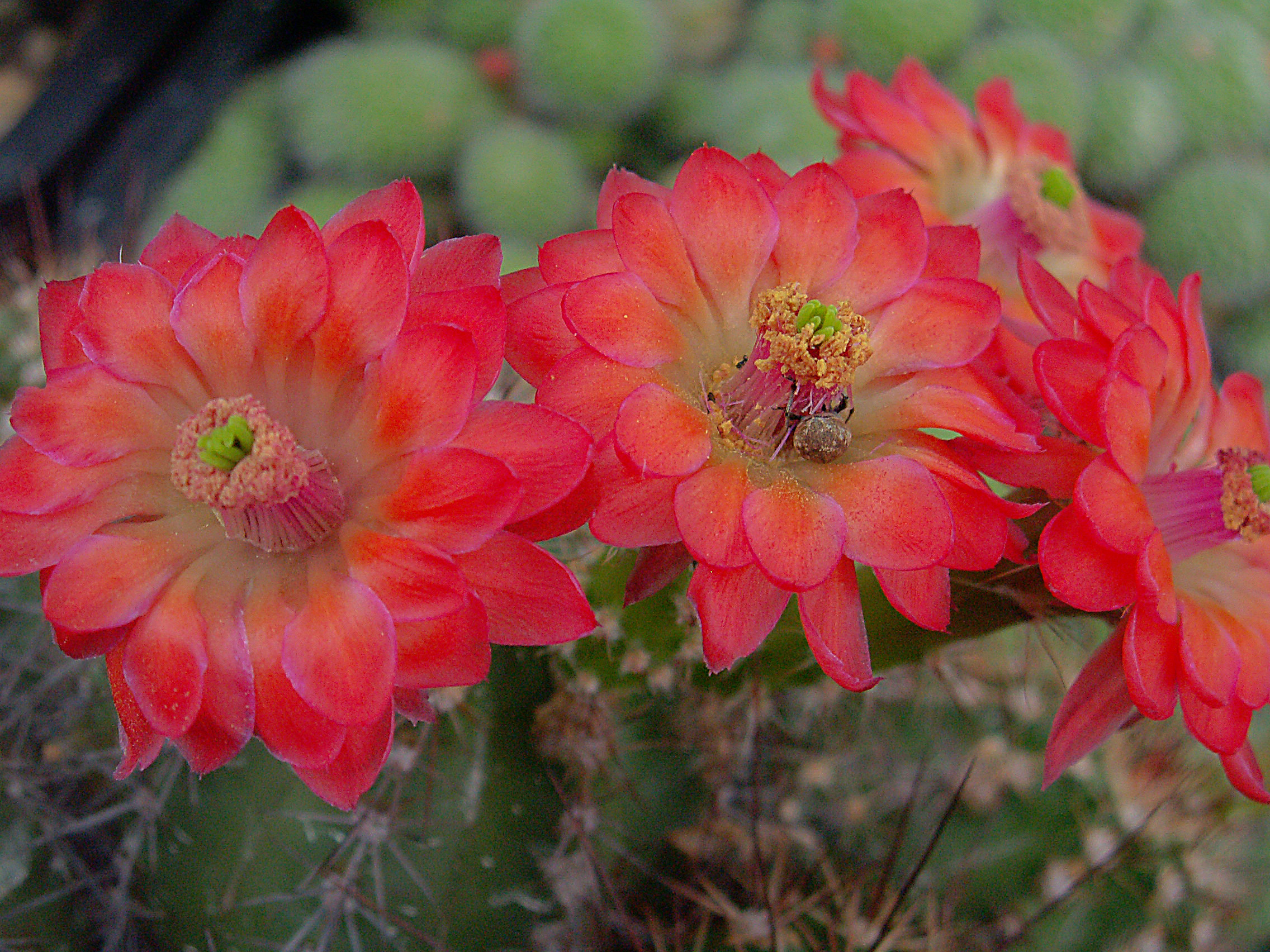
Echinocereus scheeri
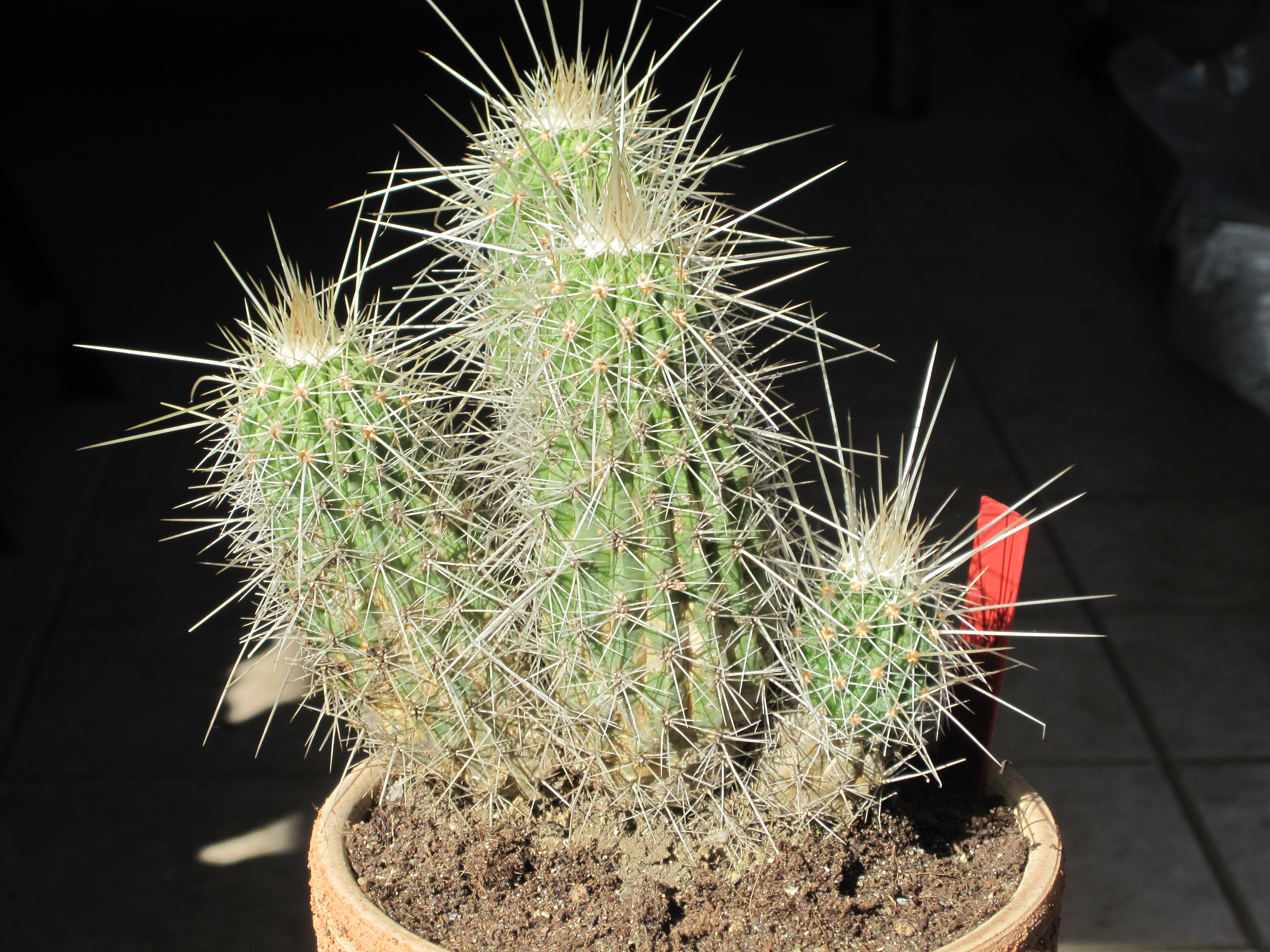
Echinocereus stramineus
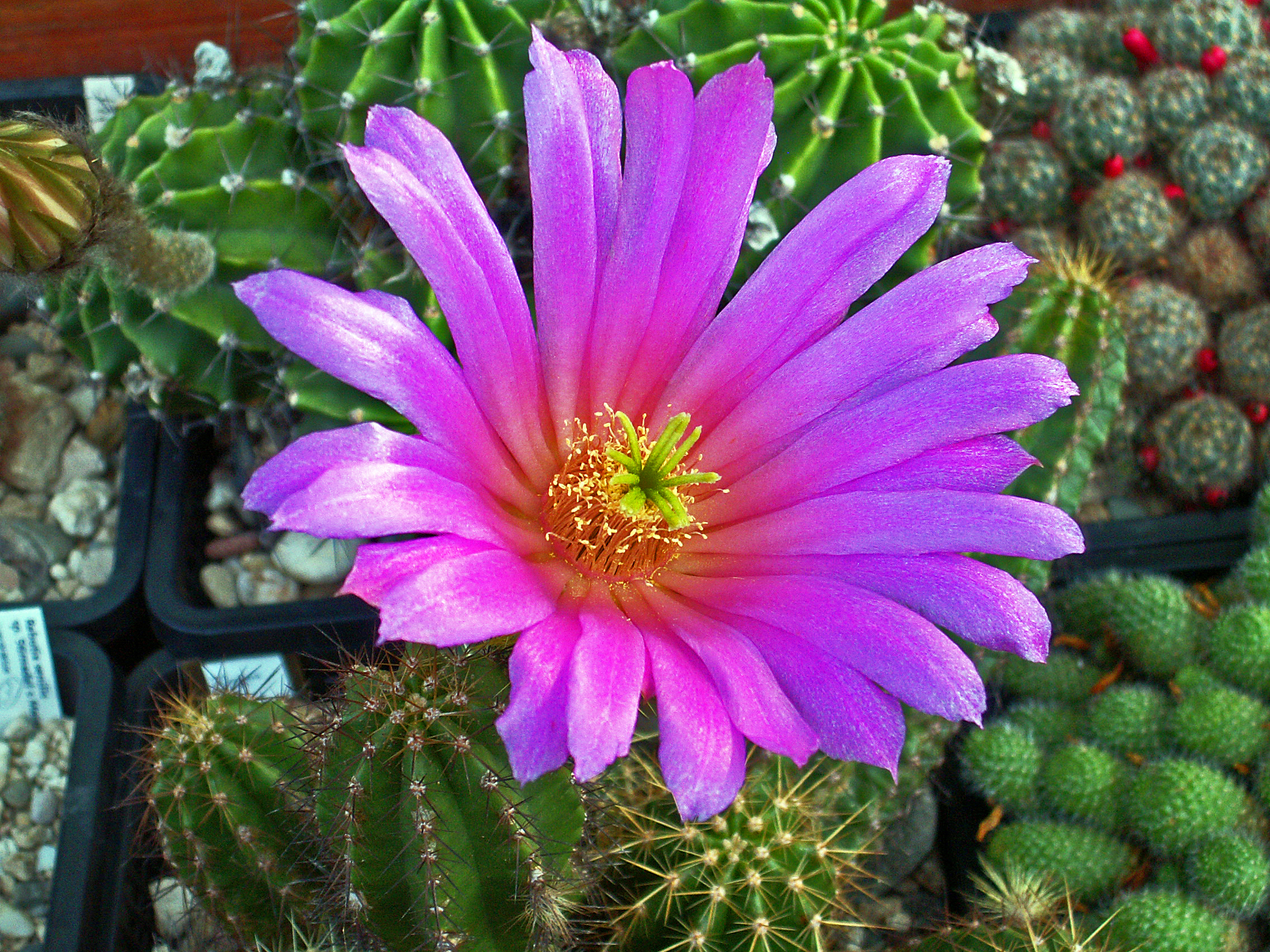
Echinocereus viereckii
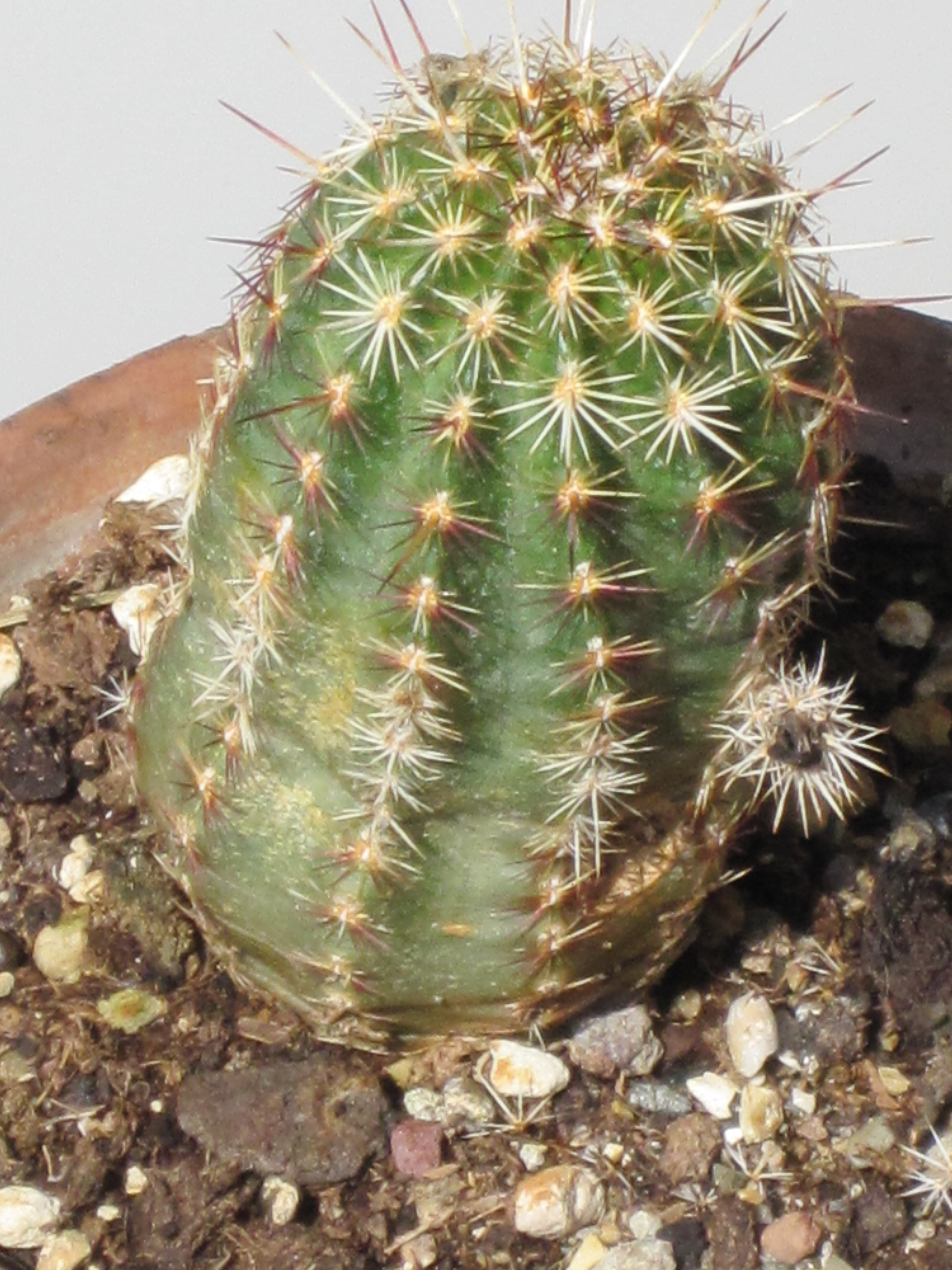
Echinocereus viridiflorus

## Coltivazione
Come tutti i cactus gli Echinocereus necessitano di un terreno molto drenante composto da una parte di terra e molta sabbia grossolana unita a ghiaia. In genere la sua esposizione deve essere in pieno sole e le annaffiature regolari, specialmente in estate. Alcune specie come quelle provenienti dalla Baja California in inverno necessitano di circa 7/10 °C mentre tutte le altre specie resistono bene al freddo fin anche sotto i -10 °C.Durante questo periodo le annaffiature dovranno essere sospese del tutto.
La riproduzione avviene: per semi che verranno depositati nel periodo primaverile in un letto di sabbia umida e mantenuti ad una temperatura di 21 °C e al riparo dalla luce diretta del sole; e per talea oppure depositando il pollone dopo aver lasciato asciugare bene il punto di taglio in un letto di sabbia o pomice umida.